# Beauvallon (Drôme)
Pour les articles homonymes, voir Beau Vallon (homonymie).
Beauvallon est une commune française située dans le département de la Drôme, en région Auvergne-Rhône-Alpes.
Ses habitants sont dénommés les Beauvallonnais.

## Géographie

### Localisation
La commune de Beauvallon est située dans l'agglomération valentinoise, à 10 kilomètres au sud de Valence, préfecture du département de la Drôme.

### Relief et géologie
Sites particuliers :

### Hydrographie
La commune est arrosée par deux canaux : celui d'Aurelle et celui des Moulins de l'Étoile.

### Climat
Pour des articles plus généraux, voir Climat d'Auvergne-Rhône-Alpes et Climat de l'Eure.
En 2010, le climat de la commune est de type climat du Bassin du Sud-Ouest, selon une étude du CNRS s'appuyant sur une série de données couvrant la période 1971-2000. En 2020, Météo-France publie une typologie des climats de la France métropolitaine dans laquelle la commune est dans une zone de transition entre le climat de montagne et le climat méditerranéen et est dans la région climatique  Moyenne vallée du Rhône, caractérisée par un bon ensoleillement en été (fraction d’insolation > 60 %), une forte amplitude thermique annuelle (4 à 20 °C), un air sec en toutes saisons, orageux en été, des vents forts (mistral), une pluviométrie élevée en automne (250 à 300 mm). 
Pour la période 1971-2000, la température annuelle moyenne est de 12,9 °C, avec une amplitude thermique annuelle de 17,9 °C. Le cumul annuel moyen de précipitations est de 835 mm, avec 7,2 jours de précipitations en janvier et 5,1 jours en juillet. Pour la période 1991-2020, la température moyenne annuelle observée sur la station météorologique de Météo-France la plus proche, sur la commune de Guillonville à 437 km à vol d'oiseau, est de 11,4 °C et le cumul annuel moyen de précipitations est de 617,9 mm,. Pour l'avenir, les paramètres climatiques de la commune estimés pour 2050 selon différents scénarios d'émission de gaz à effet de serre sont consultables sur un site dédié publié par Météo-France en novembre 2022.

### Voies de communication et transports
La commune est traversée par la route départementale 111, axe reliant Valence à Crest et à Gap.
L'autoroute la plus proche est l'A7 (sortie 15).

## Urbanisme

### Typologie
Au 1er janvier 2024, Beauvallon est catégorisée ceinture urbaine, selon la nouvelle grille communale de densité à 7 niveaux définie par l'Insee en 2022.
Elle appartient à l'unité urbaine de Valence, une agglomération inter-départementale dont elle est une commune de la banlieue,. Par ailleurs la commune fait partie de l'aire d'attraction de Valence, dont elle est une commune de la couronne,. Cette aire, qui regroupe 71 communes, est catégorisée dans les aires de 200 000 à moins de 700 000 habitants,.

### Occupation des sols
L'occupation des sols de la commune, telle qu'elle ressort de la base de données européenne d’occupation biophysique des sols Corine Land Cover (CLC), est marquée par l'importance des territoires agricoles (67,1 % en 2018), en diminution par rapport à 1990 (68,6 %). La répartition détaillée en 2018 est la suivante : terres arables (67,1 %), zones urbanisées (18,7 %), forêts (14,3 %). L'évolution de l’occupation des sols de la commune et de ses infrastructures peut être observée sur les différentes représentations cartographiques du territoire : la carte de Cassini (XVIIIe siècle), la carte d'état-major (1820-1866) et les cartes ou photos aériennes de l'IGN pour la période actuelle (1950 à aujourd'hui).

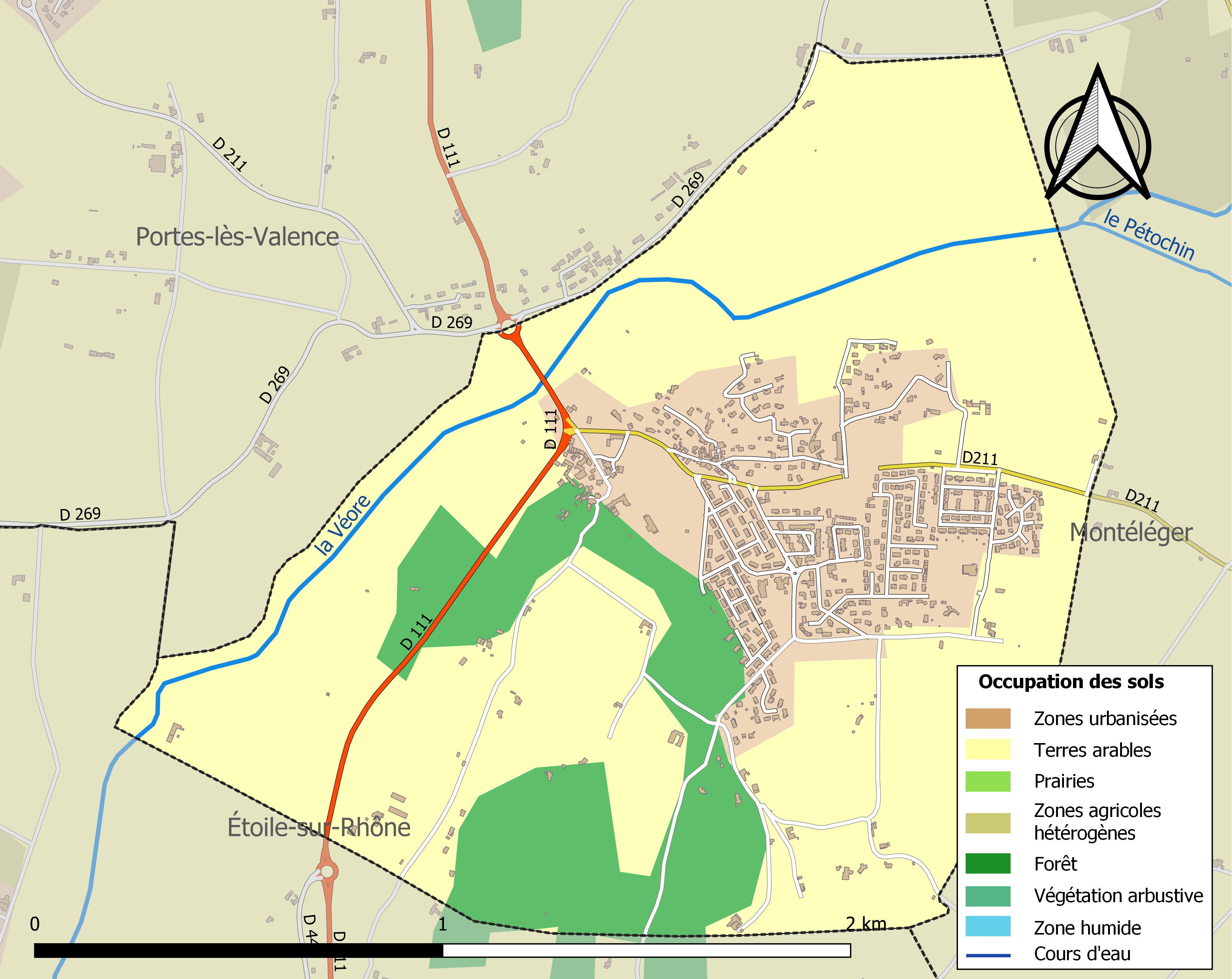
Carte des infrastructures et de l'occupation des sols de la commune en 2018 (CLC).

### Morphologie urbaine

#### Quartiers, hameaux et lieux-dits
Site Géoportail (carte IGN) :
- Donay
- Gréolon
- Lambruchet
- la Garde
- l'Arizona
- la Roue
- le Bosquet
- le Château
- le Clos des Vicherolles
- le Mas du Castellet
- le Point du Jour
- les Blachères
- les Blaches
- les Corneilles
- les Fiérattes
- les Gamelles
- les Grands Horizons
- les Granges
- les Gros Pays
- les Patios
- les Puits
- les Tournesols
- Vicherolle

## Toponymie

### Attestations
Dictionnaire topographique du département de la Drôme :
- 1332 : Vacha (Gall. christ., XVI, 130) ;
- 1349 : Vaca et mandamentum Vachie (archives de la Drôme, fonds de Saint-Ruf) ;
- XVe siècle : mention de la paroisse : cura Vachie (pouillé de Valence) ;
- 1442 : Vachia (choix de documents, 275) ;
- XVIe siècle : Vacha (inventaire de la chambre des comptes) ;
- 1891 : La Vache, commune du canton de Valence (le dictionnaire topographique n'a pas tenu compte du changement de nom de novembre 1890).

Avant 1890, le territoire s'appelait La Vache comme le montre la carte de Cassini (XVIIIe siècle)[réf. nécessaire].
1890 (12 novembre) : la commune prend le nom de « Beauvallon »[réf. nécessaire].

### Étymologie
Le toponyme, créé en 1890, vient du français bel (beau) et vallon.

## Histoire

### Préhistoire
Présence préhistorique : deux sites néolithiques ont été répertoriés.

### Du Moyen Âge à la Révolution
La seigneurie :
- Au point de vue féodal, La Vache (Beauvallon) était une possession des Chabeuil.
- Vers 1250 : elle est acquise par les comtes de Valentinois.

Les comtes de Valentinois auraient acheté le château et ses terres à Lambert, seigneur de Chabeuil, en 1259.
- 1345 : elle est inféodée aux Mareuil.
- Passe aux Poitiers-Saint-Vallier.
- Vendue aux Gaston du Cheylard.
- 1487 : rachetée par les Poitiers-Saint-Vallier (vendue en 1594 par le duc d'Aumale, un des gendres de Diane).
- 1594 : vendue à Bertrand Manuel de La Faye qui la revend peu après.
- Peu après : vendue aux Chastellier qui s'en dessaisissent trente ans après.
- Acquise par les Bressac, derniers seigneurs de la Vache.

Démographie. :
- 1688 : 48 chefs de famille.
- 1789 : 34 chefs de famille.

Avant 1790, la Vache était une communauté de l'élection et subdélégation de Valence et de la sénéchaussée de Crest.

Elle formait une paroisse du diocèse de Valence, unie à celle de Fiancey (nom de la commune de Portes-lès-Valence avant 1908).

### De la Révolution à nos jours
En 1790, la commune est comprise dans le canton d'Étoile. La réorganisation de l'an VIII (1799-1800) la place dans le canton de Valence.
Le nom de la commune fait l’objet de plaisanteries :
- de la part du curé : « Fils de La Vache, soyez dévots sinon vous serez détruits » ;
- de Madier de Montjau, s'adressant au lieutenant Bonaparte qui se rendait souvent au château de Laurent de Bressac : « pour quel motif, tenez-vous tant à La Vache, enragé ! ».

Dès 1883, le maire, Alphonse Pomarel, entreprend les démarches pour un changement de nom. Par le décret du 12 novembre 1890, Lavache devient Beauvallon, ce dont témoignent les deux plaques de cocher apposées sur deux maisons qui ont dû être corrigées, et le monument près du lac érigé pour le centenaire du changement de nom en 1990.

## Politique et administration

### Administration municipale
Le nombre d'habitants au dernier recensement étant compris entre 1 500 et 2 499, le nombre de membres du conseil municipal est de 19.
À la suite de l'élection municipale de 2020, le conseil municipal est composé de cinq adjoints et de treize conseillers municipaux[source insuffisante].

### Liste des maires
| Période                                                                      | Période                        | Identité                             | Étiquette | Qualité                      |
| ---------------------------------------------------------------------------- | ------------------------------ | ------------------------------------ | --------- | ---------------------------- |
| Les données manquantes sont à compléter. : de la Révolution au Second Empire |                                |                                      |           |                              |
| 1790                                                                         | 1871                           | ?                                    |           |                              |
| Les données manquantes sont à compléter. : depuis la fin du Second Empire    |                                |                                      |           |                              |
| 1871                                                                         | 1874                           | ?                                    |           |                              |
| 1874                                                                         | 1878                           | ?                                    |           |                              |
| 1878                                                                         | 1884                           | ?                                    |           |                              |
| 1884                                                                         | 1888                           | ?                                    |           |                              |
| 1888                                                                         | 1892                           | ?                                    |           |                              |
| 1892                                                                         | 1896                           | ?                                    |           |                              |
| 1896                                                                         | 1900                           | ?                                    |           |                              |
| 1900                                                                         | 1904                           | ?                                    |           |                              |
| 1904                                                                         | 1908                           | ?                                    |           |                              |
| 1908                                                                         | 1912                           | ?                                    |           |                              |
| 1912                                                                         | 1919                           | ?                                    |           |                              |
| 1919                                                                         | 1925                           | ?                                    |           |                              |
| 1925                                                                         | 1929                           | ?                                    |           |                              |
| 1929                                                                         | 1935                           | ?                                    |           |                              |
| 1935                                                                         | 1945                           | ?                                    |           |                              |
| 1945                                                                         | 1947                           | ?                                    |           |                              |
| 1947                                                                         | 1953                           | ?                                    |           |                              |
| 1953                                                                         | 1959                           | ?                                    |           |                              |
| 1959                                                                         | 1965                           | ?                                    |           |                              |
| 1965                                                                         | 1971                           | ?                                    |           |                              |
| 1971                                                                         | 1977                           | ?                                    |           |                              |
| 1977                                                                         | 1983                           | ?                                    |           |                              |
| 1983                                                                         | 1989                           | ?                                    |           |                              |
| 1989                                                                         | 1995                           | ?                                    |           |                              |
| 1995                                                                         | 2001                           | ?                                    |           |                              |
| 2001                                                                         | 2008                           | Marie-Josée Faure                    | PS        | conseiller général           |
| 2008                                                                         | 2014                           | Marie-Josée Faure                    |           | maire sortante               |
| 2014                                                                         | 2020                           | Bernard Ripoche                      | DVG       | retraité (fonction publique) |
| 2020                                                                         | En cours (au 21 décembre 2020) | Bernard Ripoche[source insuffisante] |           | maire sortant                |

## Population et société

### Démographie
L'évolution du nombre d'habitants est connue à travers les recensements de la population effectués dans la commune depuis 1793. Pour les communes de moins de 10 000 habitants, une enquête de recensement portant sur toute la population est réalisée tous les cinq ans, les populations de référence des années intermédiaires étant quant à elles estimées par interpolation ou extrapolation. Pour la commune, le premier recensement exhaustif entrant dans le cadre du nouveau dispositif a été réalisé en 2007.

En 2022, la commune comptait 1 638 habitants, en évolution de +3,54 % par rapport à 2016 (Drôme : +2,64 %, France hors Mayotte : +2,11 %).
| 1793 | 1800 | 1806 | 1821 | 1831 | 1836 | 1841 | 1846 | 1851 |
| ---- | ---- | ---- | ---- | ---- | ---- | ---- | ---- | ---- |
| 249  | 273  | 310  | 348  | 399  | 410  | 368  | 391  | 405  |

| 1856 | 1861 | 1866 | 1872 | 1876 | 1881 | 1886 | 1891 | 1896 |
| ---- | ---- | ---- | ---- | ---- | ---- | ---- | ---- | ---- |
| 360  | 381  | 366  | 322  | 320  | 310  | 295  | 251  | 228  |

| 1901 | 1906 | 1911 | 1921 | 1926 | 1931 | 1936 | 1946 | 1954 |
| ---- | ---- | ---- | ---- | ---- | ---- | ---- | ---- | ---- |
| 182  | 220  | 207  | 240  | 295  | 308  | 331  | 303  | 444  |

| 1962 | 1968 | 1975 | 1982  | 1990  | 1999  | 2006  | 2007  | 2012  |
| ---- | ---- | ---- | ----- | ----- | ----- | ----- | ----- | ----- |
| 424  | 481  | 975  | 1 614 | 1 519 | 1 685 | 1 636 | 1 628 | 1 582 |

| 2017  | 2022  | - | - | - | - | - | - | - |
| ----- | ----- | - | - | - | - | - | - | - |
| 1 591 | 1 638 | - | - | - | - | - | - | - |

### Enseignement
La commune relève de l'académie de Grenoble et dispose d'une école maternelle et primaire[réf. nécessaire]. Le collège le plus proche est situé à Beaumont-lès-Valence (transport assuré par bus)[réf. nécessaire].

### Santé
La commune dispose de deux médecin, d'un cabinet de kinésithérapie et d'une pharmacie[réf. nécessaire].

### Manifestations culturelles et festivités
- Fête : second dimanche de mai[15].

### Sports
- Club de football ASVM (association sportive Véore Montoison), regroupant les communes de Montoison, Étoile-sur-Rhône et de Beauvallon[22].
- Club de rugby de l'intercommunalité Véore XV, issu de la fusion du club de Beauvallon et de celui de Portes-lès-Valence[23].
- Club de tennis[réf. nécessaire].
- Club de pétanque, de boules lyonnaises[réf. nécessaire].
- Club de handball HEB (Handball Étoile Beauvallon), fusion du club de handball de Beauvallon et Étoile-sur-Rhône.

### Médias
La commune publie chaque trimestre un bulletin municipal : Les échos du Lac (exemplaire).
La commune est située sur l'aire de diffusion de Ici Drôme Ardèche, une radio publique également diffusée sur tout le territoire du département de la Drome et de l'Ardèche.

## Économie

### Agriculture
En 1992 : céréales, vergers, vignes, ovins.

### Tourisme
- Rues pittoresques[15].
- Lac[1].
- Plaine vallonnée de la Véore[15].

## Culture locale et patrimoine

### Lieux et monuments
- Vestiges d'enceintes[15].
- Château des XVIe et XVIIe siècles[15].
- Église Saint-Jean-Baptiste de Beauvallon des XVIe et XVIIe siècles[15].
- Chapelle ruinée[15].
- Lavoir public[réf. nécessaire].
- Parc public avec bassin, alimenté par le Saint-Fély, rivière souterraine[réf. nécessaire].

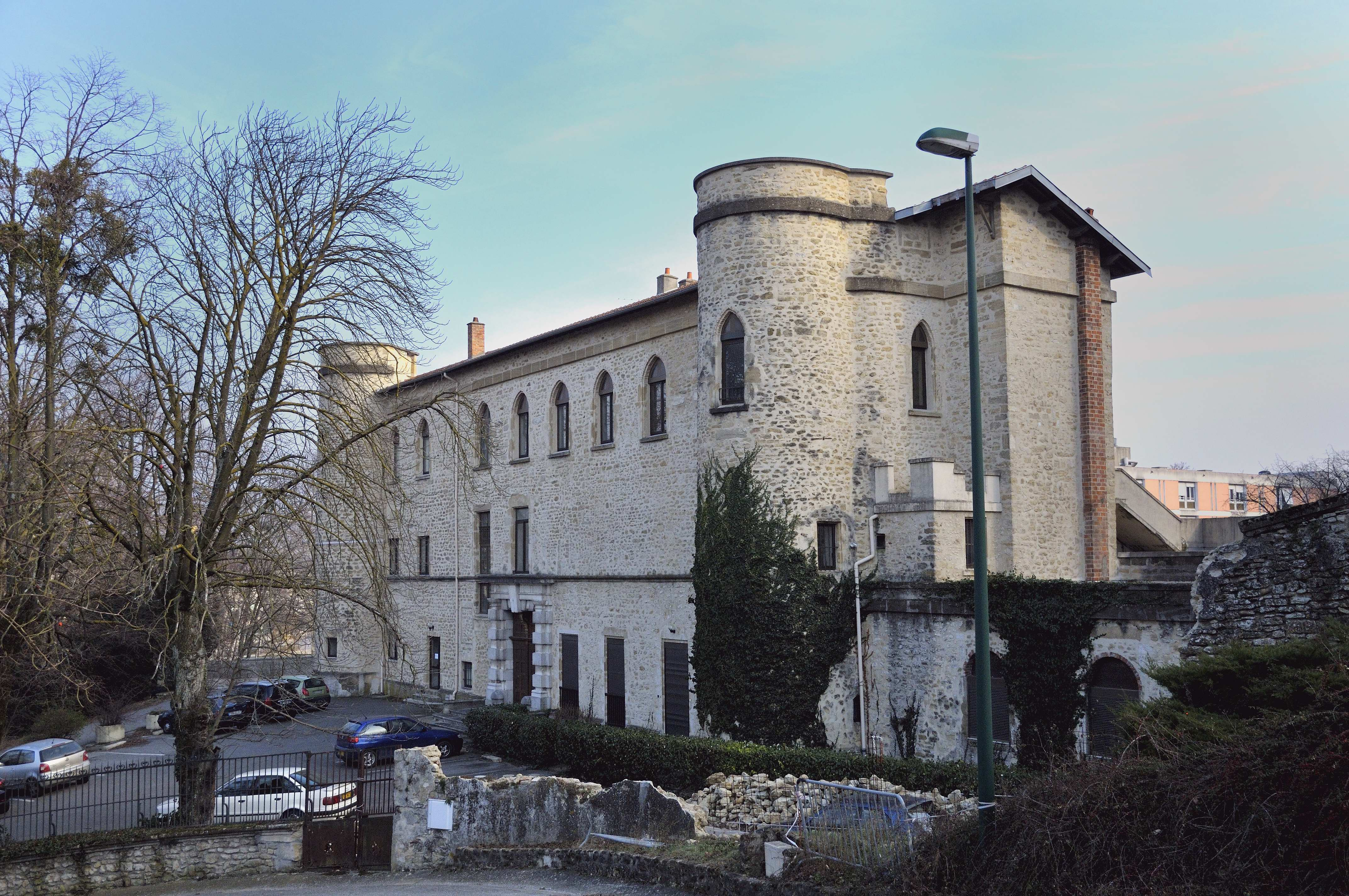
Château de Beauvallon XVIe siècle.
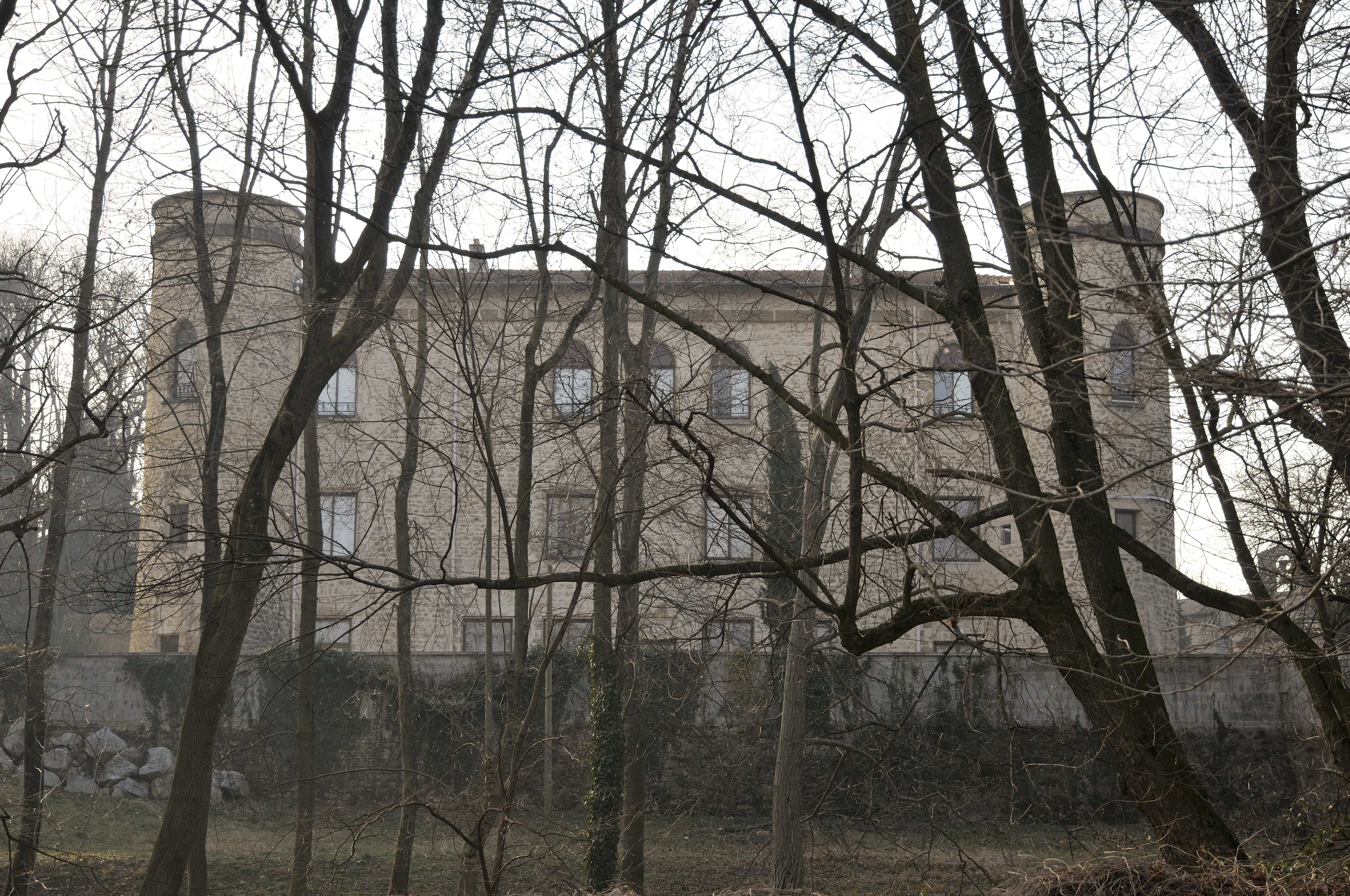
Château, vue du parc.
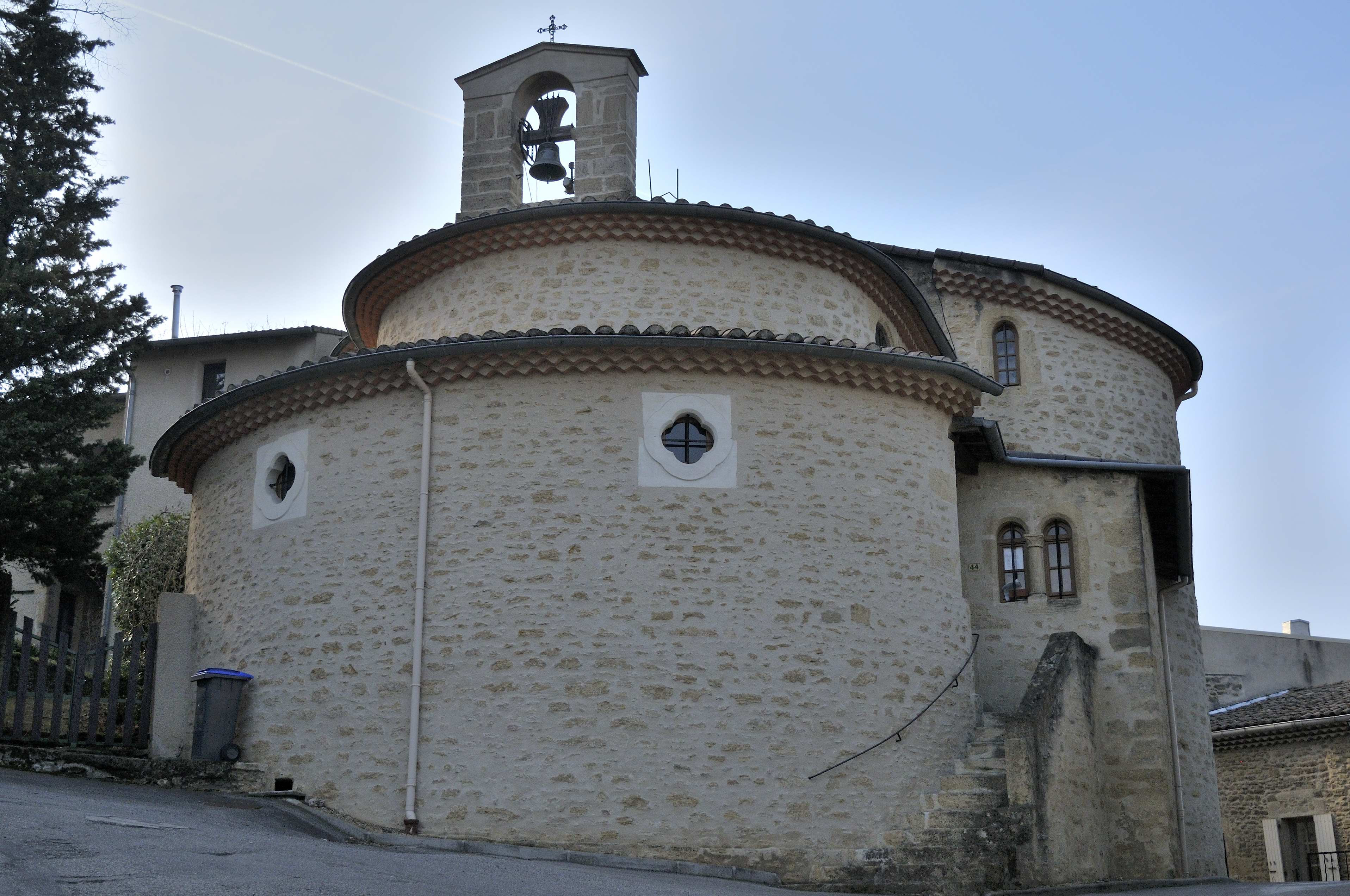
Église du XVIIe siècle.
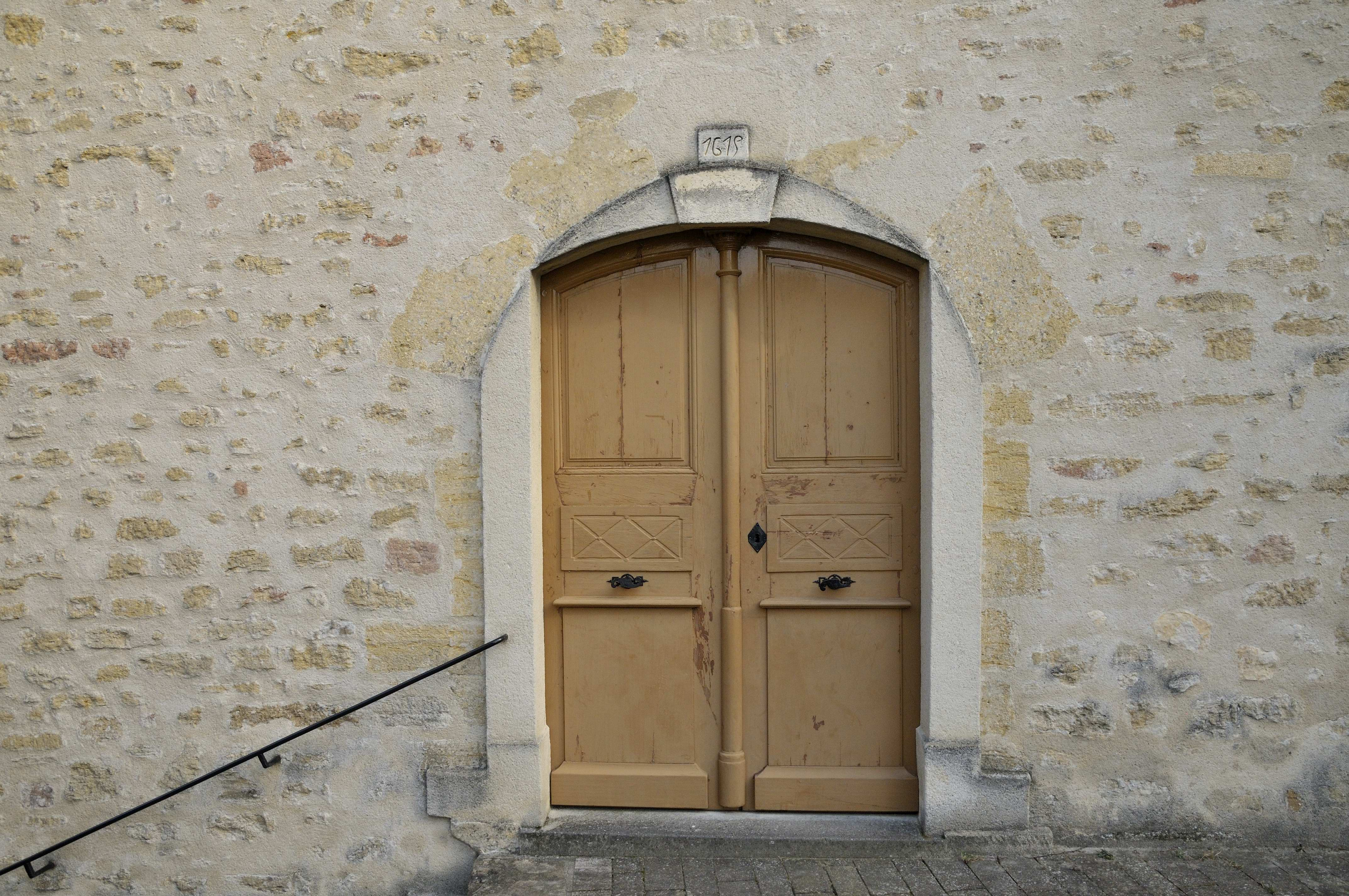
Porte de l'église.
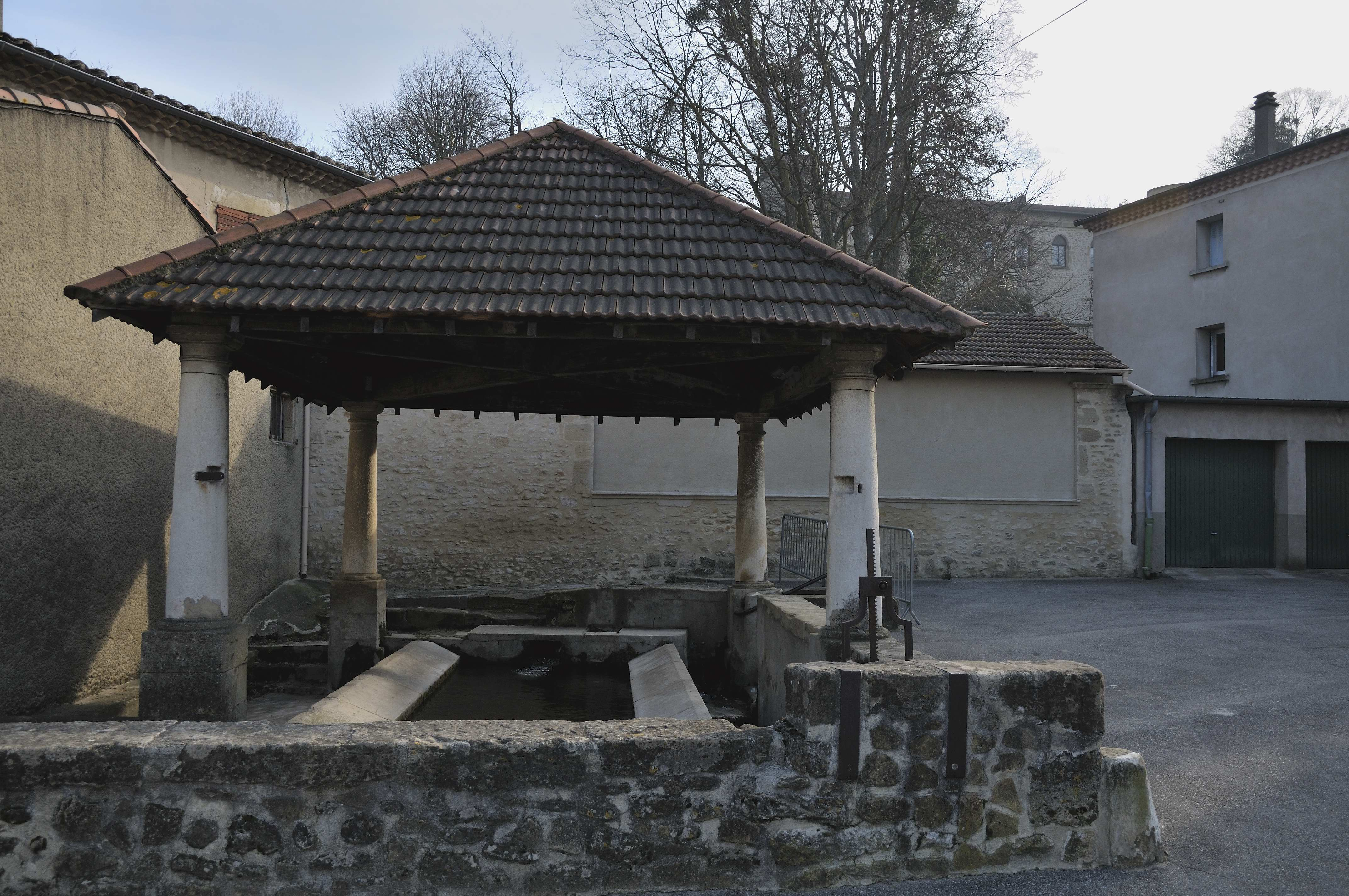
Le lavoir du village.
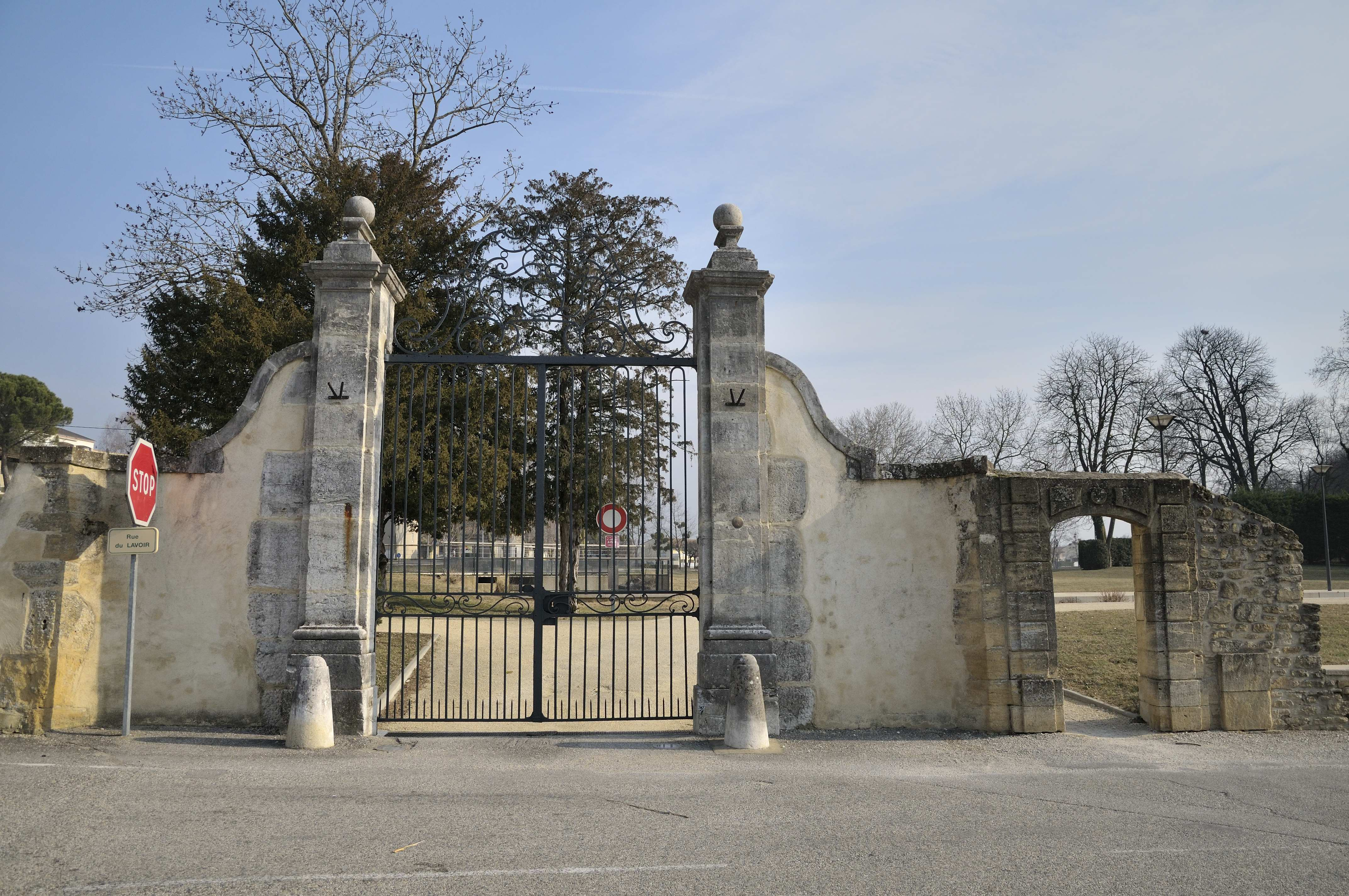
Ancienne porte d'accès au parc.

### Personnalités liées à la commune
- Le couple formé par la femme de lettres Natalie Clifford Barney (1876-1972) et la peintre Romaine Brooks (1874-1970) y eut une maison de vacances, la villa Trait d'union[25].
- Sébastien Chabal (né en 1977), international français de rugby à XV, a fait ses débuts de rugbyman dans le club de Beauvallon appelé Véore XV[réf. nécessaire].

### Héraldique
| Blason de Beauvallon | Blason  | Écartelé : au 1er d'or à un dauphin d'azur, crêté, barbé, loré, peautré et oreillé de gueules, au 2e d'argent à la fasce dentée de sable, chargée de trois molettes de huit rais du champ et soutenue de deux mouchetures d'hermine de sable, au 3e d'argent à un cerf saillant d'or*, au 4e de gueules plain. |
| Blason de Beauvallon | Détails | * Il y a là non-respect de la règle de contrariété des couleurs : ces armes sont fautives (or sur argent). Le statut officiel du blason reste à déterminer. |